# Cam đỏ
Cam đỏ, hay cam máu, là một giống cam có ruột màu đỏ thẫm như màu máu. Cam đỏ được cho là một loại quả lai giữa bưởi và quýt. Đôi khi, màu đỏ máu cũng xuất hiện bên ngoài lớp vỏ.
Màu đỏ của các múi là do sự hiện diện của anthocyanin - một hợp chất thuộc nhóm flavonoid và có màu đỏ tía hoặc xanh dương, tùy thuộc vào độ pH của nó. Anthocyanin tồn tại trong hầu hết các loại hoa quả, nhưng không phổ biến trong các loại trái cây thuộc chi Cam chanh. Anthocyanin chỉ được sản sinh khi nhiệt độ thấp vào ban đêm. Chrysanthemin là hợp chất chủ yếu được tìm thấy trong cam đỏ.

## Các giống
Ba loại cam đỏ phổ biến nhất là "Tarocco" (có nguồn gốc từ Ý), "Sanguinello" (có nguồn gốc từ Tây Ban Nha), và "Moro" (có nguồn gốc từ đảo Sicilia, Ý) Một số loại ít phổ biến hơn: "Maltese", "Washington Sanguine", "Ruby Blood", "Burris Blood Valencia", "Delfino", "Vaccaro"...

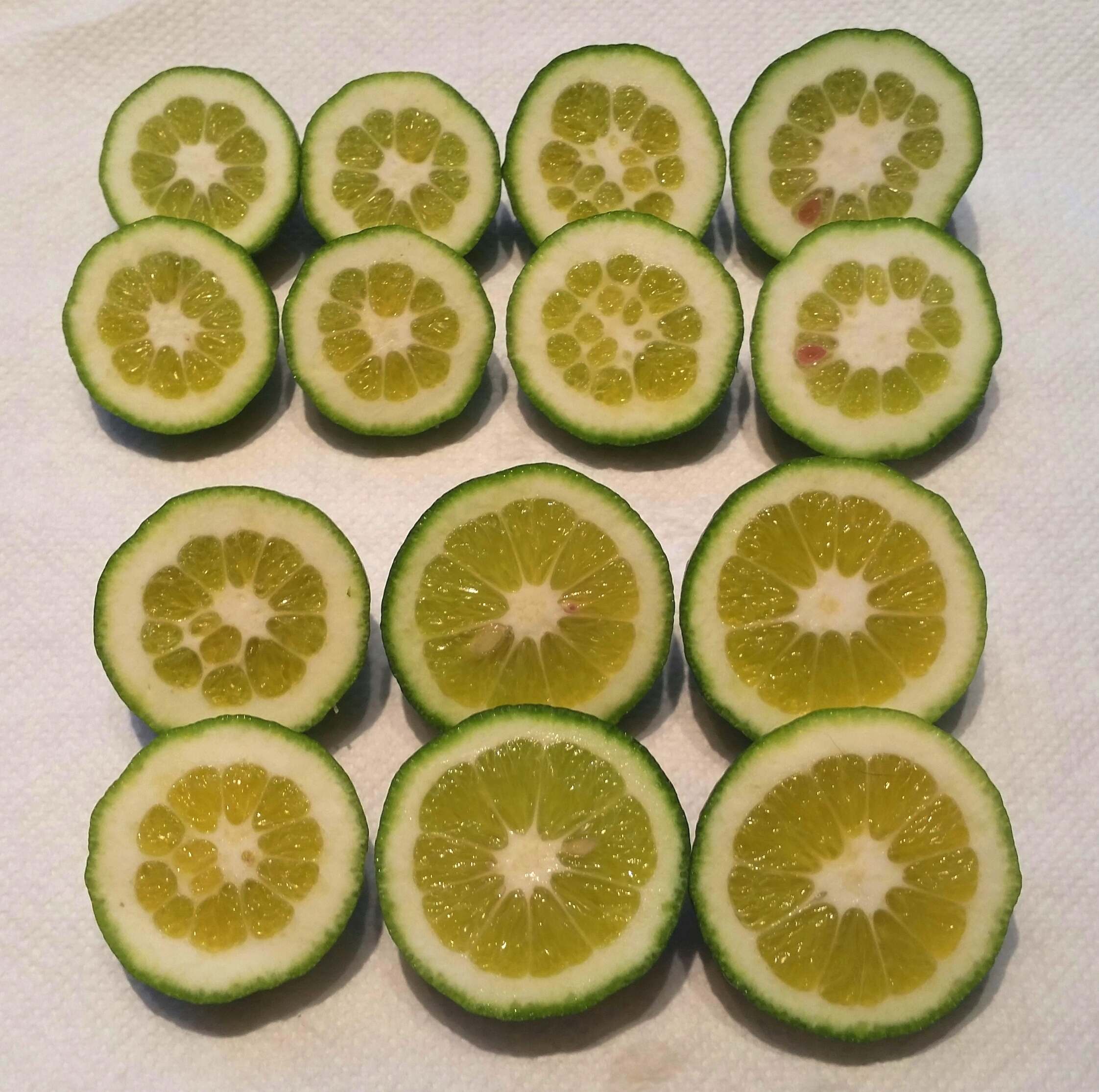
Những lát cam đỏ Moro còn non

### Moro
Đây là giống cam đỏ phổ biến nhất tại Hoa Kỳ. Vỏ hơi dày, có những mảng màu hồng nhạt hoặc đỏ thẫm khi chín. Thịt có màu đỏ tía, có rất ít hoặc không có hạt, rất ngọt, có lẫn mùi vị của mâm xôi. Quả có mùi thơm đặc trưng khi chín, nhưng sẽ mất đi nếu được bảo quản quá lâu.
Giống cam Moro được cho là xuất xứ từ khu vực trồng cam quýt Lentini (thuộc tỉnh Siracusa của đảo Sicily), khoảng đầu thế kỷ 19.

### Tarocco
Đây là giống cam ngọt nhất trong ba loại phổ biến kể trên. Cam Tarocco phổ biến nhất ở Ý, và được cho là một biến thể của giống cam Sanguinello. Thịt của cam Tarocco lại không đậm "màu máu" như của Moro và Sanguinello; vỏ của nó cũng không có những khoảng màu đỏ, hoặc chỉ phớt hồng.

### Sanguinello
Giống cam Sanguinello được phát hiện ở Tây Ban Nha vào năm 1929, có nhiều nét tương đồng với cam Moro. Vỏ của chúng có màu đỏ, ít hạt, múi mềm và ngọt. Không nên nhầm lẫn với Sanguinelli, một giống cam đỏ khác cũng của Tây Ban Nha, và hai loài này không có mối quan hệ gì cả.

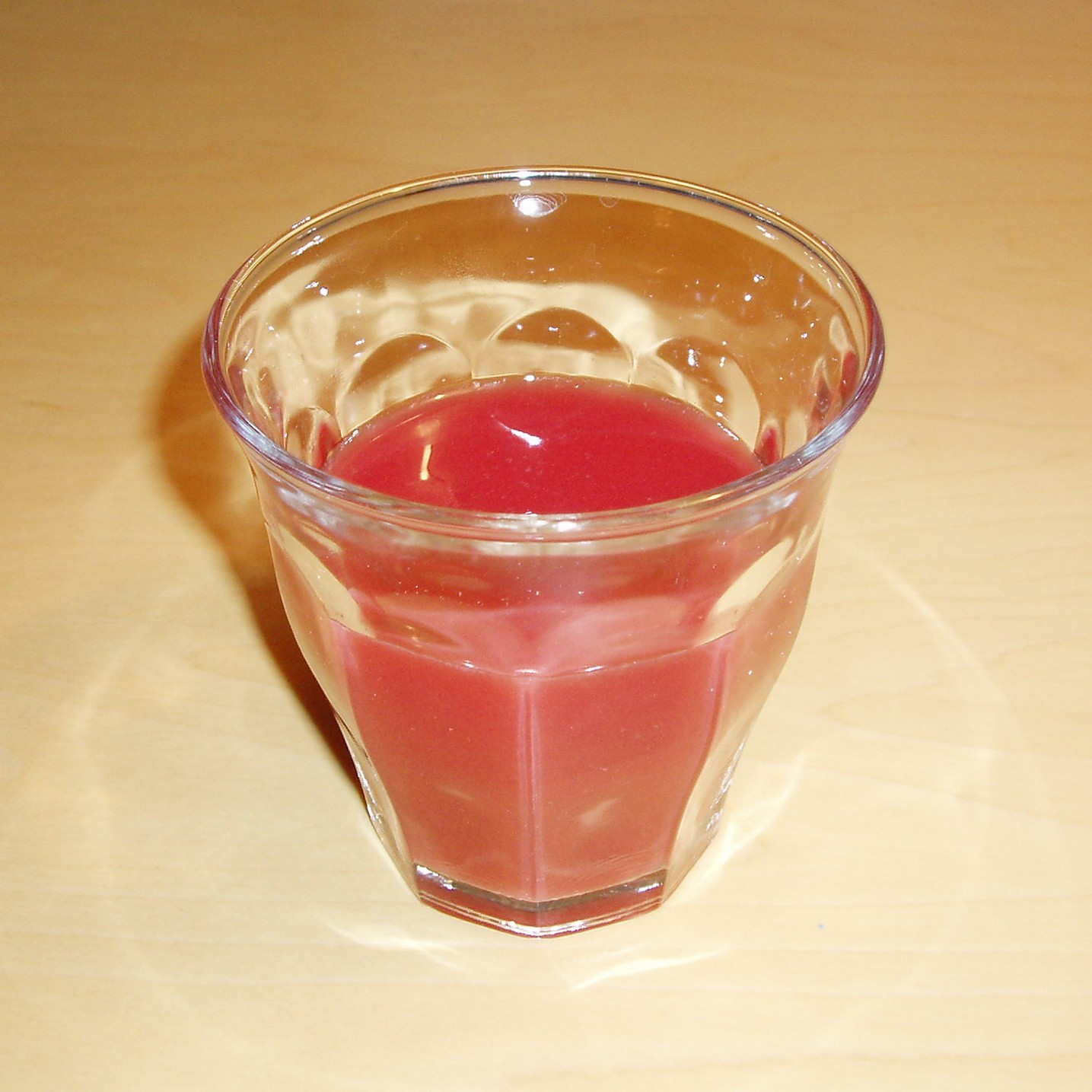
Một ly nước cam Sanguinello

## Sử dụng
Anthocyanin là một chất chống oxy hóa, vì vậy cam đỏ chứa nhiều chất chống oxy hóa hơn các loại cam khác.
Cam đỏ được sử dụng để làm mứt cam và tạo thêm hương vị cho những loại bánh nướng. Một món salad nổi tiếng ở Sicilia, với nguyên liệu là cam đỏ cắt lát trộn với dầu ô liu. Chúng cũng được dùng để làm kem gelato và sorbet nổi tiếng của Ý, kể cả làm nước ngọt.

## Hình ảnh

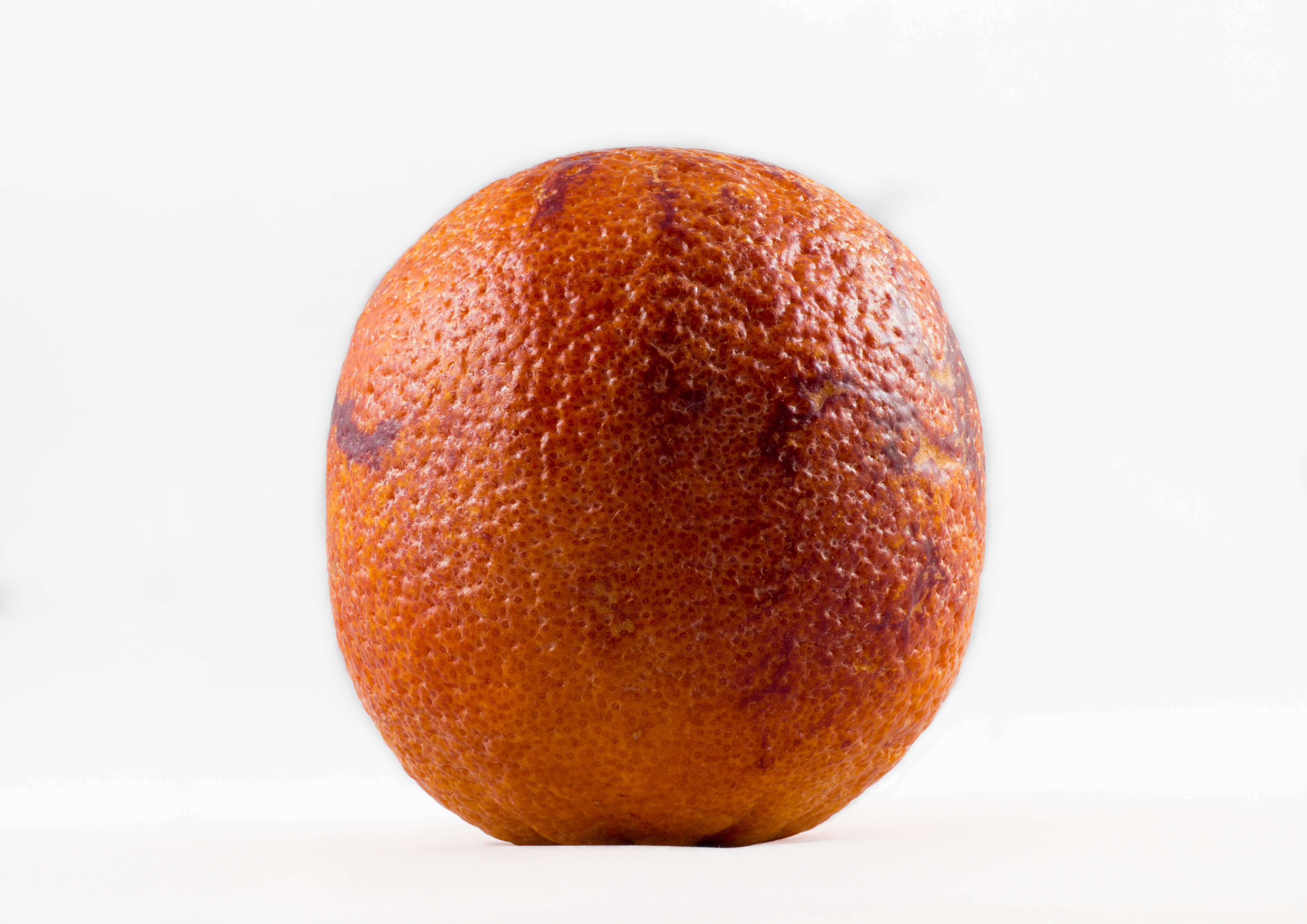
Quả cam đỏ
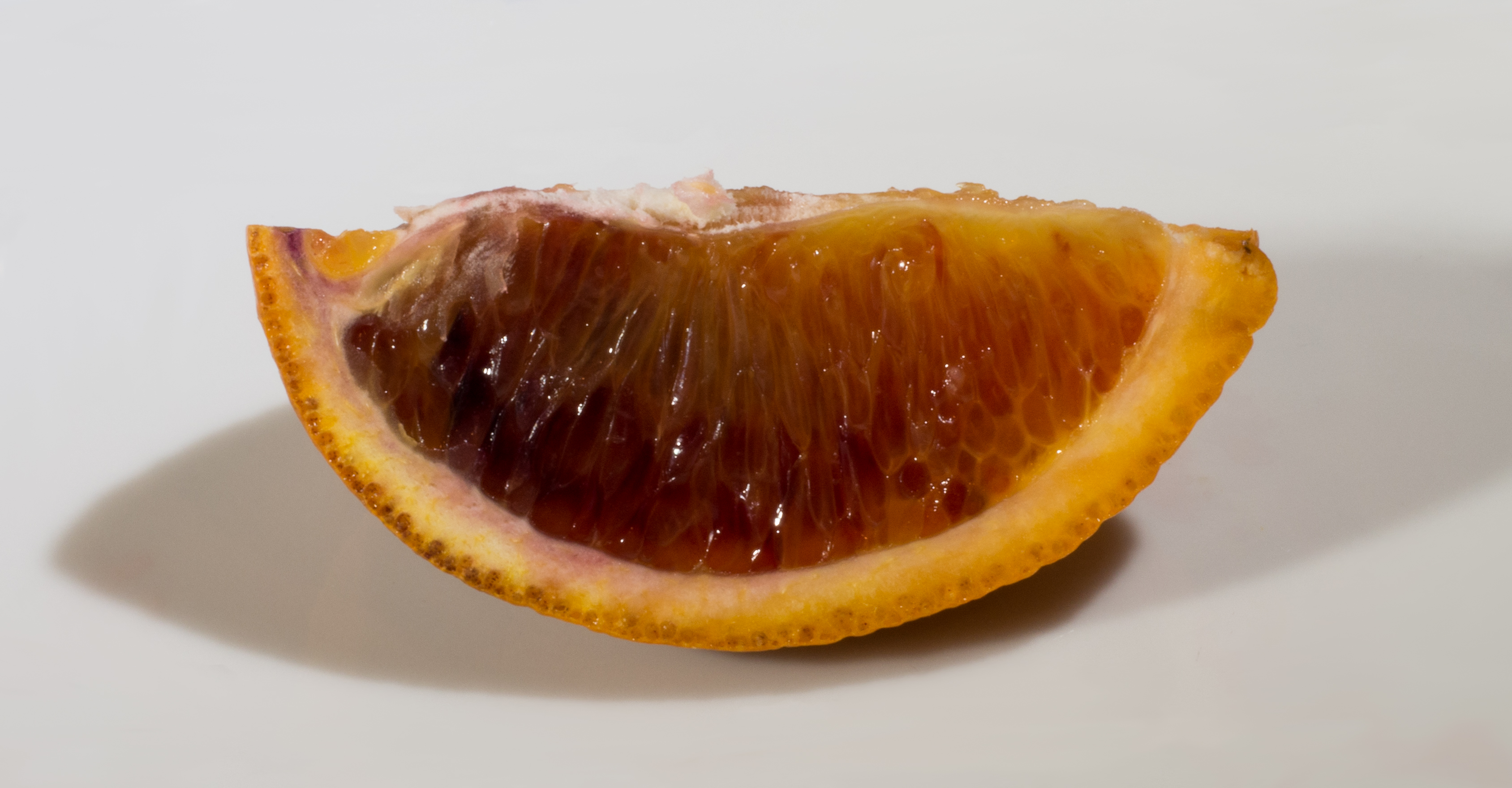
Miếng cam đỏ
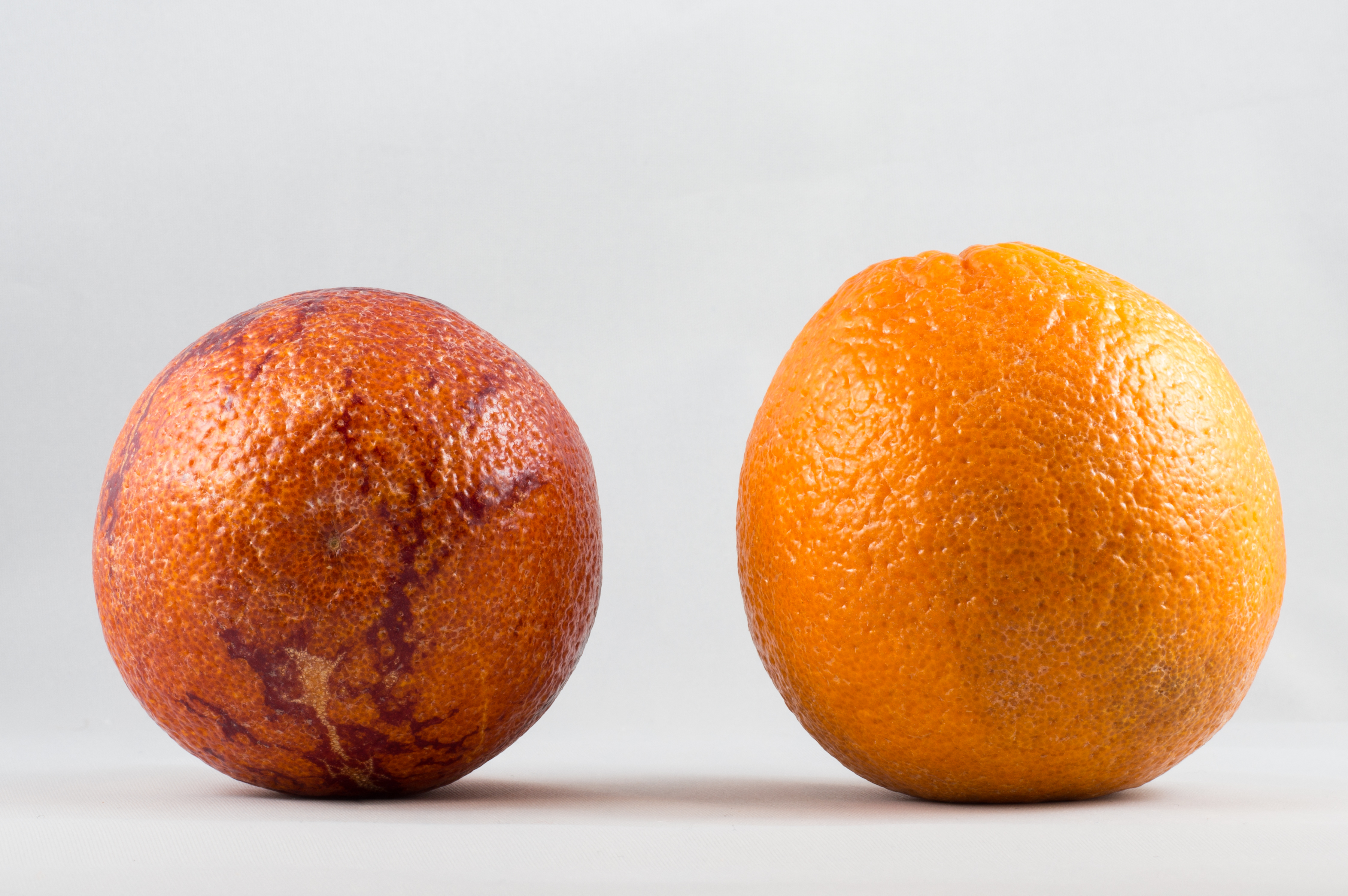
Hai quả cam